# Янніс Каліцакіс
Янніс Каліцакіс (грец. Γιάννης Καλιτζάκης, нар. 17 лютого 1966, Елефсін) — грецький футболіст, що грав на позиції захисника. По завершенні ігрової кар'єри — спортивний функціонер.
Більшу частину кар'єри виступав за «Панатінаїкос», з яким виграв низку національних трофеїв. Також грав за національну збірну Греції, у складі якої став учасником чемпіонату світу 1994 року.

## Клубна кар'єра
У дорослому футболі дебютував 1983 року виступами за команду клубу «Панелефсініакос», в якій провів три сезони, взявши участь у 106 матчах третього дивізіону країни.
На початку 1987 року став гравцем клубу вищого дивізіону «Діагорас», а вже влітку того ж року перейшов у місцевий гранд, «Панатінаїкос». Відіграв за клуб з Афін наступні десять сезонів своєї ігрової кар'єри. Більшість часу, проведеного у складі «конюшинових», був основним гравцем захисту команди. За цей час чотири рази виборював титул чемпіона Греції, шість разів ставав володарем Кубка Греції та тричі — Суперкубка країни. На міжнародній арені найбільш вдалим роком для Каліцакіса був 1996 рік, коли він вийшов з командою у півфінал Ліги чемпіонів. Там у першій грі грецький клуб виграв 1:0 в Амстердамі у місцевого «Аякса», втім у домашньому матчі розгромно поступився 0:3 і не зумів потрапити у фінал найпрестижнішого європейського турніру.
Протягом 1997—2000 років захищав кольори команди клубу АЕК. За цей час додав до переліку своїх трофеїв ще один титул володаря Кубка Греції у 2000 році.
Завершив професійну ігрову кар'єру у клубі «Етнікос Астерас», за команду якого виступав протягом сезону 2000/01 років.

## Виступи за збірну
16 грудня 1987 року дебютував в офіційних іграх у складі національної збірної Греції в домашньому матчі, який відбувся на Родосі, проти Нідерландів (0:3) в рамках відбору на Євро-1988.
У складі збірної був учасником чемпіонату світу 1994 року у США, де зіграв у всіх трьох матчах своєї команди, але в усіх його команда програла і зайняла останнє місце у групі.
Всього протягом кар'єри у національній команді, яка тривала 13 років, провів у її формі 72 матчі.

## Титули і досягнення
- Чемпіон Греції (4):

«Панатінаїкос»: 1989–90, 1990–91, 1994–95, 1995–96
- Володар Кубка Греції (7):

«Панатінаїкос»: 1987–88, 1988–89, 1990–91, 1992–93, 1993–94, 1994–95
АЕК: 1999–00
- Володар Суперкубка Греції (3):

«Панатінаїкос»: 1988, 1993, 1994